# Jang Jin-young
Jang Jin-young (* 14. Juni 1974 in Seoul; † 1. September 2009 ebenda) war eine südkoreanische Schauspielerin. Sie verstarb nach einem einjährigen Kampf an Magenkrebs.
Jang begann ihre Karriere als Model und nahm 1993 an der Wahl zur Miss Korea teil, bevor sie zum Schauspiel wechselte. Als Schauspielerin erhielt die viele Würdigungen und Auszeichnungen. 2008 gehörte sie zu den bestbezahlten Stars der koreanischen Filmindustrie mit einer Gage von etwa 400 Millionen Won pro Film.

## Filmografie
- 1999: Jagwimo (자귀모)
- 2000: The Foul King (반칙왕)
- 2000: Siren (싸이렌)
- 2001: Sorum (소름)
- 2002: Over the Rainbow (오버 더 레인보우)
- 2003: Scent of Love (국화꽃 향기)
- 2003: Singles (싱글즈)
- 2005: Cheonyeon (청연)
- 2006: Between Love and Hate (연애, 그 참을 수 없는 가벼움)